# Fouquieria columnaris
El árbol cirio (Fouquieria columnaris) es un árbol de extraña apariencia dentro de la familia de las Fouquieriaceae, en la que otro de sus miembros es el ocotillo.

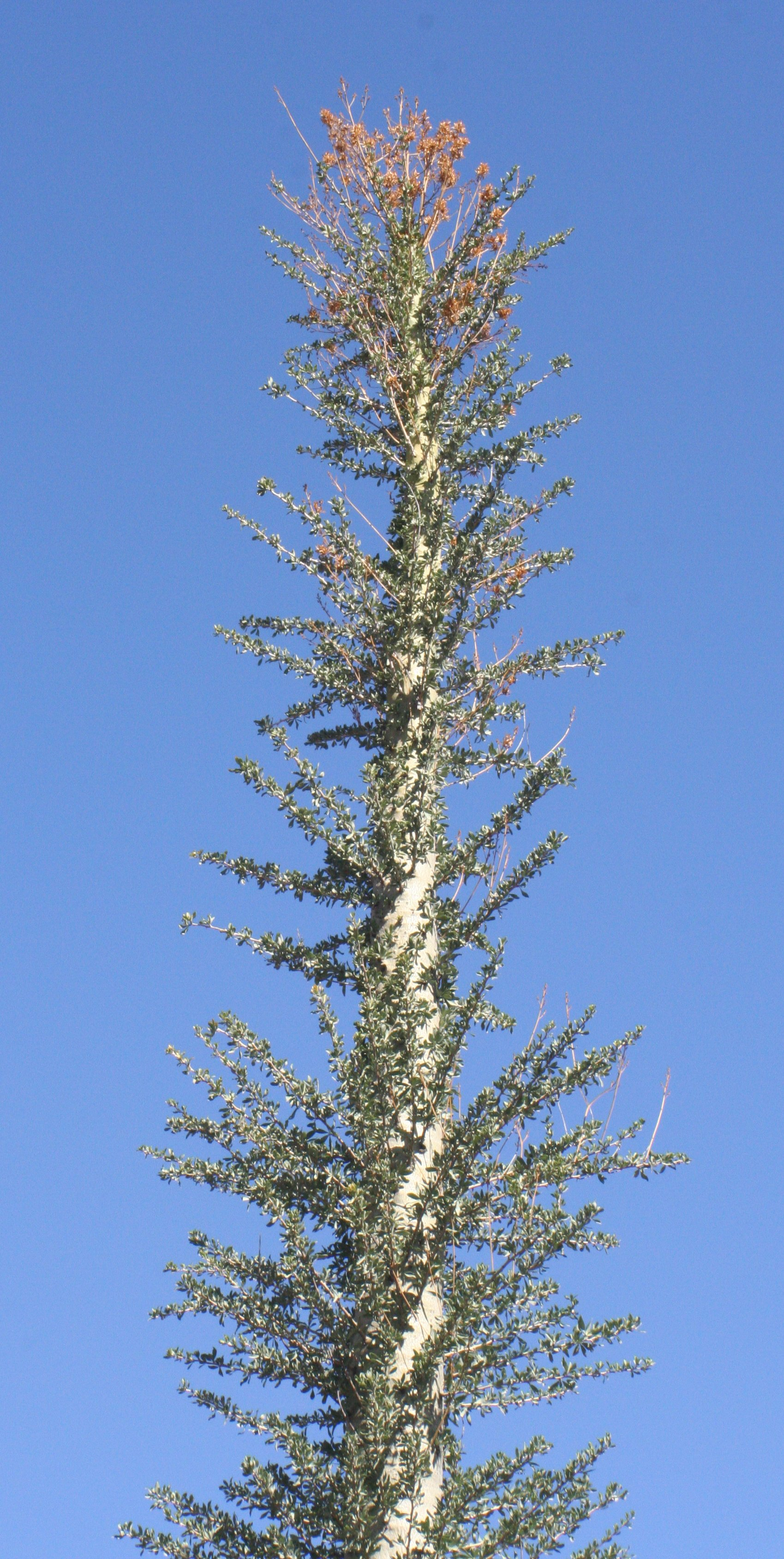
Árbol Cirio en el Desert Botanical Garden.

## Descripción
El tronco del cirio, puede alcanzar 25 cm de diámetro, con ramas en dirección perpendicular a éste, cubiertas con hojas de entre 1.5 a 4 cm de largo. Puede alcanzar una altura de 20 m.
Las flores aparecen en verano y otoño; forman unos racimos pequeños, y son de un color amarillo cremoso con un olor parecido al de la miel.
En el otoño, cuando los frutos se agrupan en la zona apical de la planta, al reflejar la luz del sol, el árbol se asemeja a una vela o cirio encendido.

## Nombres
- Español: árbol cirio debido a su forma de cirio.
- Inglés: Boojum tree, la denominación inglesa de la planta le fue dada por Godfrey Sykes del « Desert Botanical Laboratory » en Tucson, Arizona quien lo tomó prestado del poema de Lewis Carroll, « The Hunting of the Snark ».[1]
- Seri: cototaj [ˈkototax]
- Kiliwa: boojum

## Taxonomía
Fouquieria columnaris fue descrita por (Kellogg) Kellogg ex Curran y publicado en Hooker's Icones Plantarum 13: 70. 1879.
Etimología
Fouquieria: nombre genéricoque honra al médico francés Pierre Fouquier (1776-1850).
columnaris: epíteto latíno que significa "en forma de columna".
Sinonimia
- Idria columnaris Kellogg 1860
- Fouquieria gigantea Orcutt